# NGC 1774
NGC 1774 ist die Bezeichnung eines offenen Sternhaufens im Sternbild Dorado. Das Objekt wurde am 23. November 1834 von John Herschel entdeckt.